# Municipio de Red Hill (Arkansas)
El municipio de Red Hill (en inglés: Red Hill Township) es un municipio ubicado en el condado de Ouachita en el estado estadounidense de Arkansas. En el año 2010 tenía una población de 790 habitantes y una densidad poblacional de 5,37 personas por km².

## Geografía
El municipio de Red Hill se encuentra ubicado en las coordenadas 33°43′1″N 93°3′29″O / 33.71694, -93.05806. Según la Oficina del Censo de los Estados Unidos, el municipio tiene una superficie total de 147.18 km², de la cual 140,73 km² corresponden a tierra firme y (4,38 %) 6,45 km² es agua.

## Demografía
Según el censo de 2010, había 790 personas residiendo en el municipio de Red Hill. La densidad de población era de 5,37 hab./km². De los 790 habitantes, el municipio de Red Hill estaba compuesto por el 68,23 % blancos, el 28,99 % eran afroamericanos, el 0,25 % eran amerindios, el 0,76 % eran asiáticos, el 0,13 % eran de otras razas y el 1,65 % eran de una mezcla de razas. Del total de la población el 0,63 % eran hispanos o latinos de cualquier raza.